# Nico van Bohemen
Nico (Nicolaas) van Bohemen ('s-Gravenhage, 12 april 1916 – 's-Gravenhage, 7 januari 1990) was een schilderijenrestaurator in Den Haag. Hij was de broer van schilder Kees van Bohemen.
Hij kreeg zijn opleiding bij zijn oom, schilder/restaurator Cornelis Bernardus van Bohemen (1878-1948). Zijn atelier was op de Nieuwe Uitleg.
Nico van Bohemen opende in 1938 een eigen atelier in het Artiestenhof in de Trompstraat. Dat werd na de oorlog veel te klein, toen er zo veel gerestaureerd moest worden. Hij verhuisde naar de Laan van Roos en Doorn 47. In 1970 kwam zijn zoon Nico Jr bij hem in dienst. Ze verhuisden het atelier naar de Stadhouderslaan 26, waar zoon Nico het bedrijf heeft voortgezet.
Nico van Bohemen had na de oorlog al beroemde klanten zoals Slot Zeist, het Paleis op de Dam en Paleis Het Loo. Met zijn zoon erbij kon de klantenkring zich uitbreiden en voerden zij samen restauraties uit voor Paleis Huis ten Bosch, Panorama Mesdag, het Kurhaus te Scheveningen, het Fries Museum, Museum De Lakenhal te Leiden en het Teylers Museum in Haarlem.